# O, min tanke flyr hän
O, min tanke flyr hän är en psalm med text skriven 1897 av Eliza Edmunds Hewitt och musik skriven 1911 av Johannes Alfred Hultman. Texten översattes till svenska 1908 av Anna Ölander.

## Publicerad i
- Segertoner 1988 som nr 430 under rubriken "Den kristna gemenskapen - Vittnesbörd - tjänst - mission".[1]